# Политотдельское сельское поселение
Политотде́льское се́льское поселе́ние — муниципальное образование в составе Николаевского района Волгоградской области.
Административный центр — село Политотдельское.

## История
Политотдельское сельское поселение образовано 14 февраля 2005 года в соответствии с Законом Волгоградской области № 1005-ОД.

## Население
| 2010  | 2012  | 2013  | 2014  | 2015  | 2016  | 2017  |
| ----- | ----- | ----- | ----- | ----- | ----- | ----- |
| 1200  | ↘1175 | ↘1152 | ↘1142 | ↘1111 | ↘1100 | ↘1077 |
| 2018  | 2019  | 2020  | 2021  |       |       |       |
| ↘1048 | ↗1121 | ↘1119 | ↗1134 |       |       |       |

## Состав сельского поселения
| № | Населённый пункт | Тип населённого пункта       | Население |
| - | ---------------- | ---------------------------- | --------- |
| 1 | Бригады № 2      | посёлок                      | 19        |
| 2 | Бригады № 3      | посёлок                      | 96        |
| 3 | Политотдельское  | село, административный центр | 1085      |